# Surinam en los Juegos Olímpicos de Atlanta 1996
Surinam estuvo representado en los Juegos Olímpicos de Atlanta 1996 por siete deportistas, cinco hombres y dos mujeres, que compitieron en tres deportes.
El portador de la bandera en la ceremonia de apertura fue el nadador Enrico Linscheer. El equipo olímpico surinamés no obtuvo ninguna medalla en estos Juegos.